# Диорама

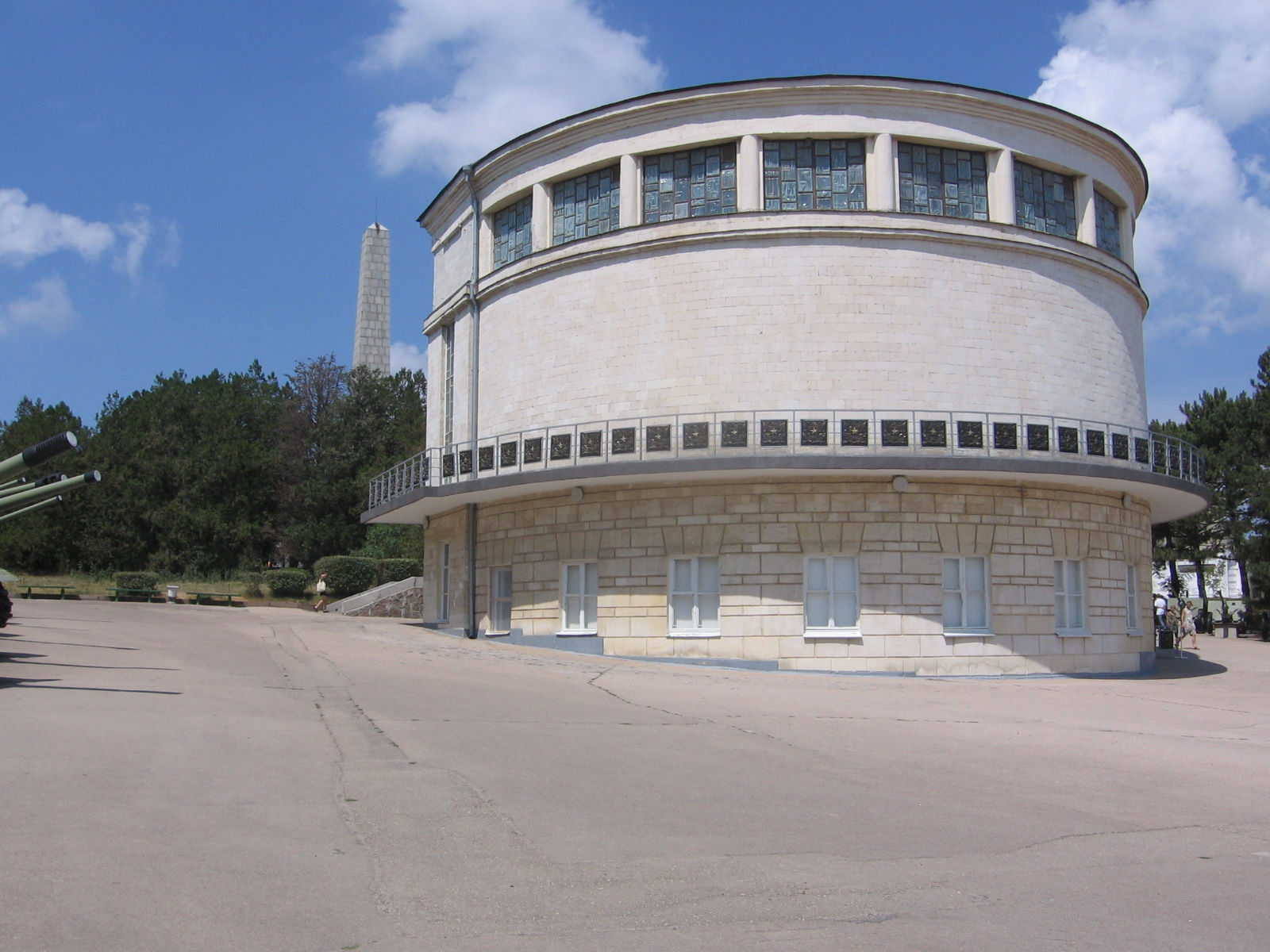
Музей диорамы «Штурм Сапун-горы» в Севастополе

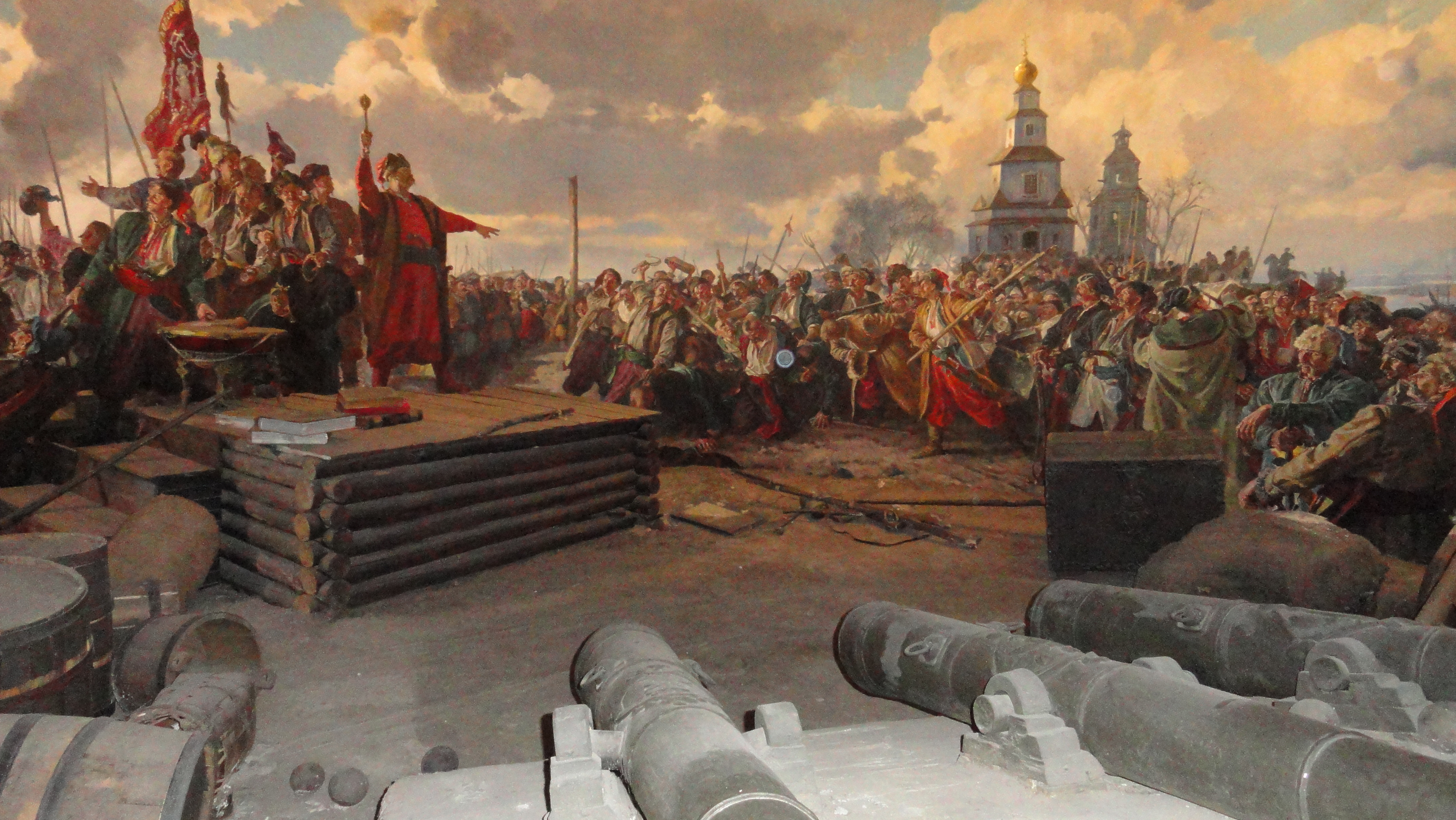
Диорама «Войсковая рада на Сечи», Музей истории запорожского казачества

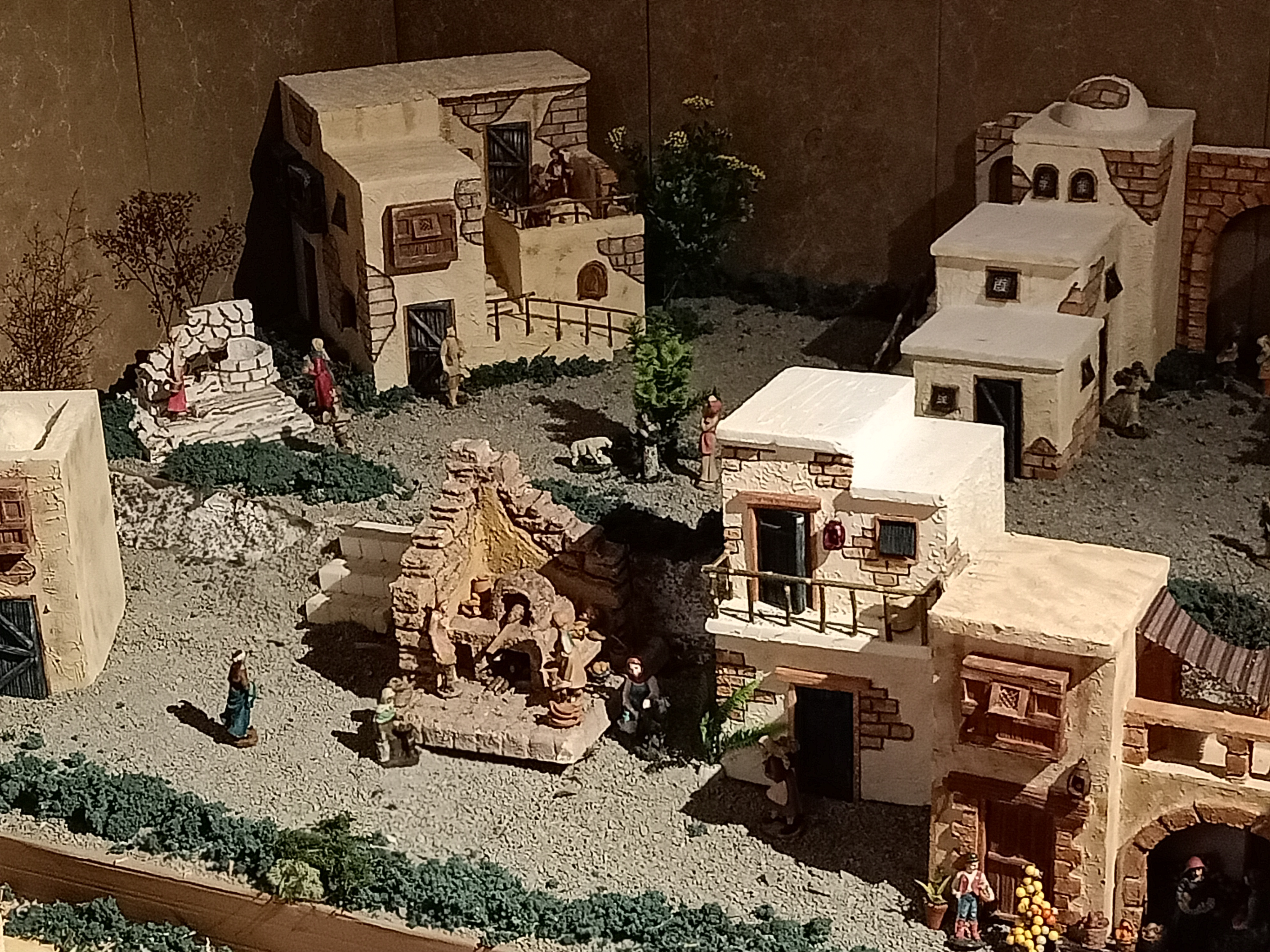
Диорама 1.35

Диорама (др.-греч. διά (dia) — «через», «сквозь», и ὅραμα (horama) — «вид», «зрелище») — лентообразная, изогнутая полукругом живописная картина с передним предметным планом (сооружения, реальные и бутафорские предметы). Также вид живописи с нанесением изображения на просвечивающую поверхность. В настоящее время термин диорама используется для обозначения аналога панорамы, занимающую часть окружности. В первой половине XIX века диорама являлась самостоятельным направлением. Диораму можно считать непосредственным предшественником кинематографа.
Особенностью диорам как просвечивающих картин по сравнению с обычными картинами является увеличенная широта яркостей. Просвечивающие цветные участки позволяют хорошо передать освещенные окна домов, далекие огни, пламя, Луну и Солнце. Аналогичный эффект можно достичь расположением объектов в разных планах, использованием местных подсветок.
Диорамы, созданные в начале XIX века Луи Жаком Дагером, отличались от современных отсутствием полуцилиндрической формы, зонта-рефлектора, предметного плана. Современный вид диорамы приобрели в конце XIX — начале XX века.
Диорама (наряду с панорамой) — особая разновидность изобразительного искусства с дополнением живописи другими художественными средствами (предметный план, макет, подсветка прозрачного материала картины). В этом диорама приближается к театральной декорации. Особенностью диорамы является создание эффектов с помощью переменного освещения. Изменения освещения могут создавать эффект перехода от дневного света к сумеркам; меняется цвет освещения; изменение подсветки сзади картины меняет цвета на ней, изменяет видимость отдельных изображенных фигур. Специальное освещение предметов, расположенных перед картиной, создает иллюзию перехода пространства реального переднего плана в пространство картины. Сочетание картины, написанной с двух сторон просвечивающего материала с объемными предметами носит название диорамной перспективы.
Диораму относят к массовому зрелищному искусству, в котором иллюзия присутствия зрителя в природном пространстве достигается синтезом художественных и технических средств. Если художник выполняет полный круговой обзор, то говорят о панораме.
Диорамы рассчитаны на искусственное освещение и часто располагаются в специальных павильонах. Огромную роль в экспонировании диорамы играют оборудование экспозиционного зала и конструкция смотровой площадки, а также свет и звук (музыкальное и дикторское сопровождение). Большинство диорам посвящено историческим сражениям. Наиболее широко диорама применяется в музейной практике как особый способ подачи документального материала, подкрепленный образной эмоциональностью.

## История
Транспарантная живопись на стекле была широко распространена до создания диорам. Но дополнительного освещения сзади как обязательной части демонстрации транспарантных картин не было. Идея подсветки изображения возникла 1785 году у Роберта Баркера, когда он посаженный в тюрьму за долги читал письмо, рассматривая его на просвет из-за расположенного под потолком камеры окна.
Диорама являлась развитием идеи диафанорамы, в которой полупрозрачные акварели освещались сзади. С конца XVIII века светопрозрачные изображения демонстрировались на диафанорамах и слайдах лунного света, которые представляли собой подсвеченные сзади полупрозрачные картины в вертикальных деревянных рамах. В XIX веке появились фарфоровые пластины с изображениями — литофаны. При подсвечивании сзади практически невидимое до этого изображение появлялось с детализацией, создающей впечатление трехмерного изображения.

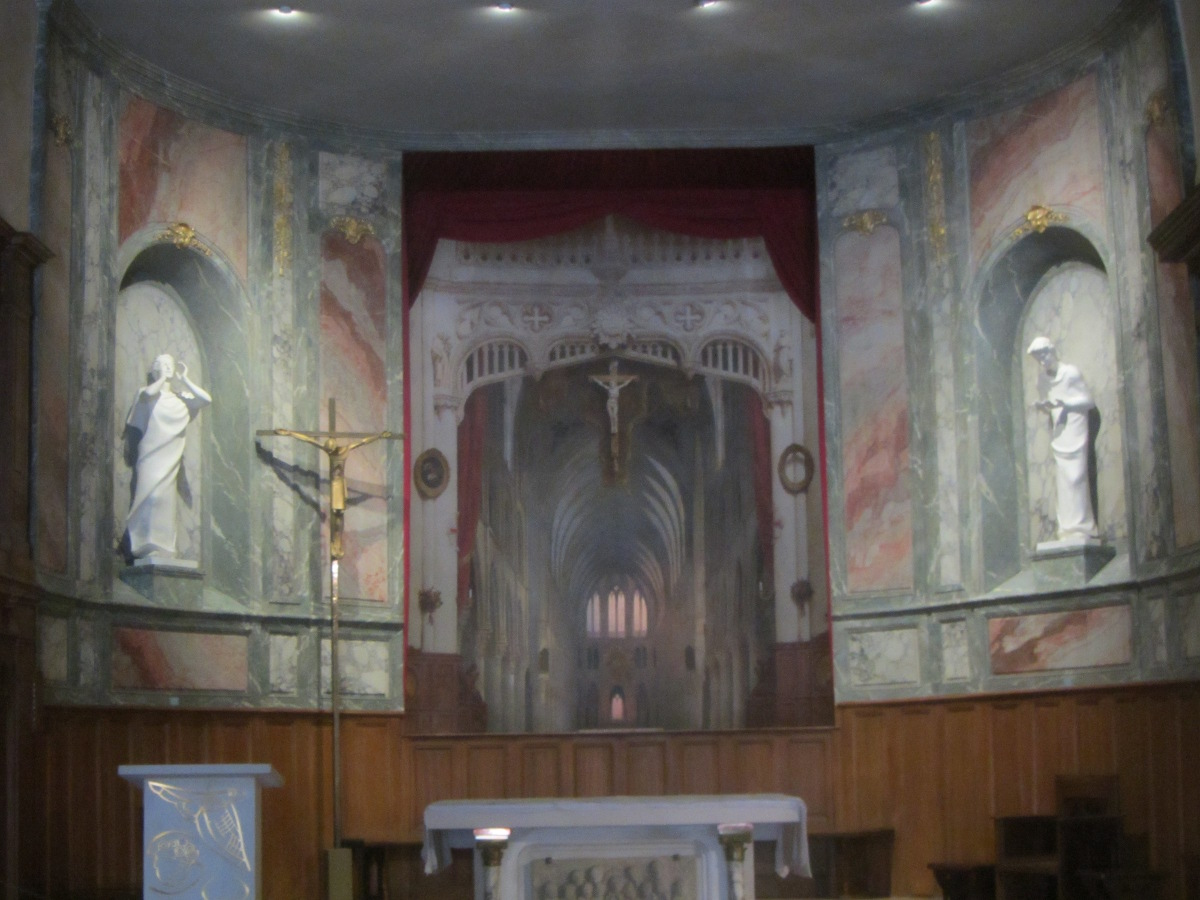
Диорама Луи Дагера

Первая диорама была создана во Франции в 1822 году Луи Жаком Дагером, знаменитым изобретателем фотографии. Сложные механизмы и изощрённая игра света вместе с зеркалами и пологом размерами 22×14 м диорамы Дагера и Бутона держали в напряжении зрителей, перед которыми каждые 15 минут менялись сюжеты: горы, развалины готических замков, итальянские пейзажи.
Позднее декоратором Гропиусом была устроена диорама в Берлине, откуда в 1851 году она была переведена в Петербург, где получила известность под названием панорамы Палермо. Посетители входили внутрь круглого здания и по лестнице поднимались в павильон, из которого открывался во все стороны вид на Палермо и его окрестности. Павильон находился как бы внутри монастырского здания, двор которого был выстлан каменными плитами; вблизи видна была колокольня (всё — живопись), с которой при наступлении сумеречного освещения неслись звуки колокола, призывавшие к вечерней молитве, что способствовало усилению иллюзии, производимой прекрасно написанной декорацией.
Первая советская диорама «Взятие Ростова», посвящённая событиям Гражданской войны, была создана в 1929 году Митрофаном Борисовичем Грековым. Диорама была утрачена в годы Великой Отечественной войны.
В создании диорам принимали участие М. И. Авилов, В. К. Бялыницкий-Бируля, Г. Н. Горелов, Б. В. Иогансон, А. А. Лабас, А. В. Моравов, А. А. Пластов, Г. К. Савицкий, В. С. Сварог, П. П. Соколов-Скаля, а также члены Студии военных художников имени М. Б. Грекова, образованной в 1934 году.
В 1977 году Е. И. Дешалыт создал самую большую в мире передвижную диораму «Панорама Москвы», которая с успехом экспонировалась в Филадельфии (США), Софии (Болгария), Лондоне и Турции, а с 1980 года до начала перестройки — на ВДНХ в Москве.
В 2021 году в Москве открылся музей «Царь-Макет», основой экспозиции которого стала масштабная диорама «Россия в миниатюре», площадью 400 м2.

## Настольные и минидиорамы

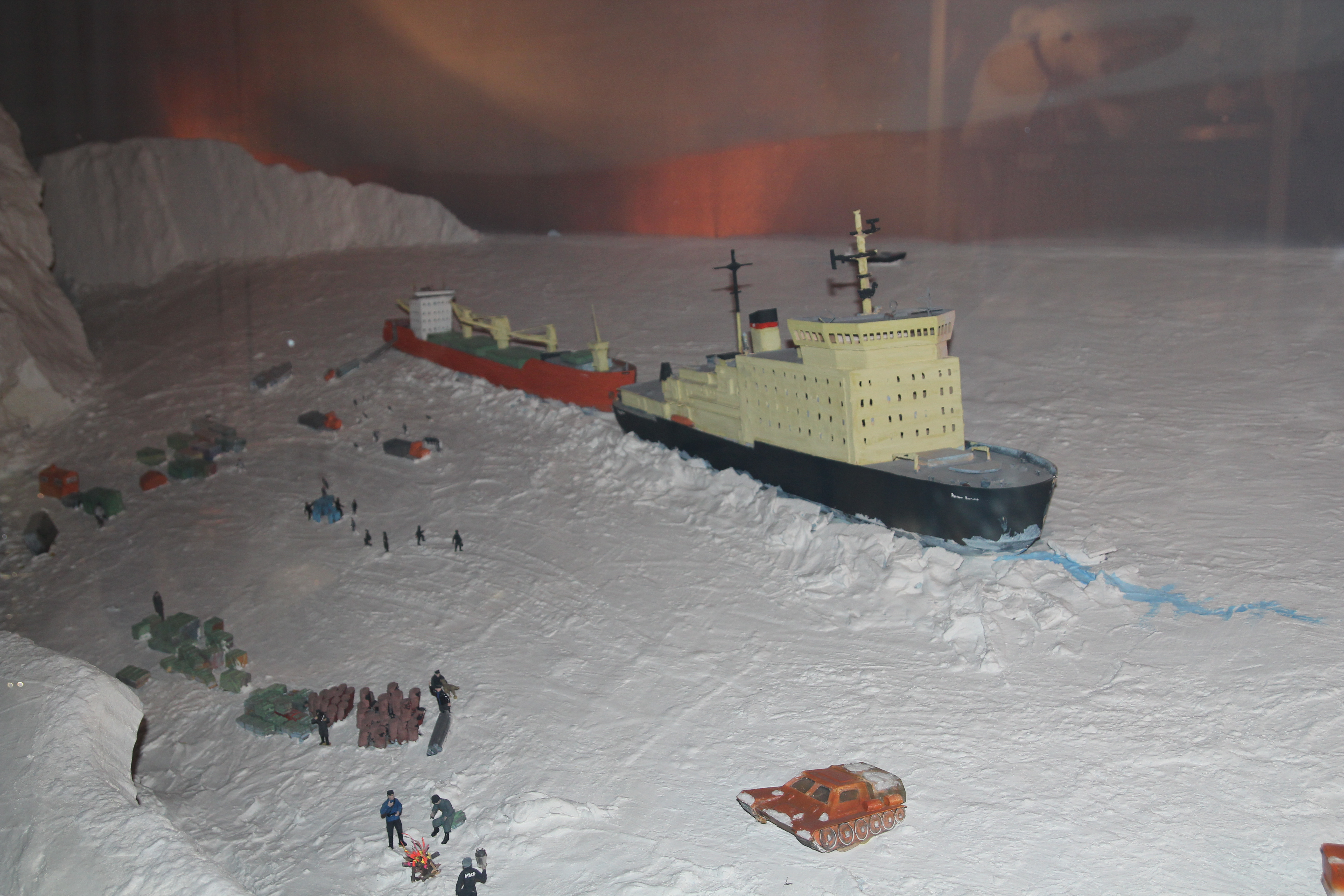
Диорама «Освоение Северного морского пути», музей истории Мурманского морского пароходства, Мурманск

Минидиорамы изображают сцены исторических событий (например, военно-исторические миниатюры, расставленные для изображения какого-либо известного сражения). Характерным примером такого рода служат диорамы, которые можно увидеть в Музее норвежского сопротивления в городе Осло (Норвегия).
В последнее время получило популярность изготовление диорам настольного формата моделистами, интересующимися военной историей, людьми, интересующимися произведениями в стиле «фэнтези» для создания настольных игр. Обычно на таких диорамах сюжеты представлены в масштабе 1/35, 1/32 и 1/72.